# Modelo generalizado de Maxwell

Esquema do modelo de Maxwell–Wiechert

O modelo generalizado de Maxwell, também conhecido como modelo de Maxwell–Wiechert (em homenagem a James Clerk Maxwell e Emil Wiechert) é a forma mais geral do modelo linear para viscoelasticidade. O modelo considera que a relaxação não ocorre em um determinado tempo, mas em uma distribuição temporal. Devido a segmentos moleculares de diferentes tamanhos, com os mais curtos contribuindo menos que os mais longos, ocorre uma variação na distribuição temporal. O modelo de Wiechert apresenta esta característica, possuindo tantos elementos mola-amortecedor quanto for necessário para representar adequadamente a distribuição. A figura ao lado mostra o modelo generalizado de Wiechert.